# Colinas Columbia

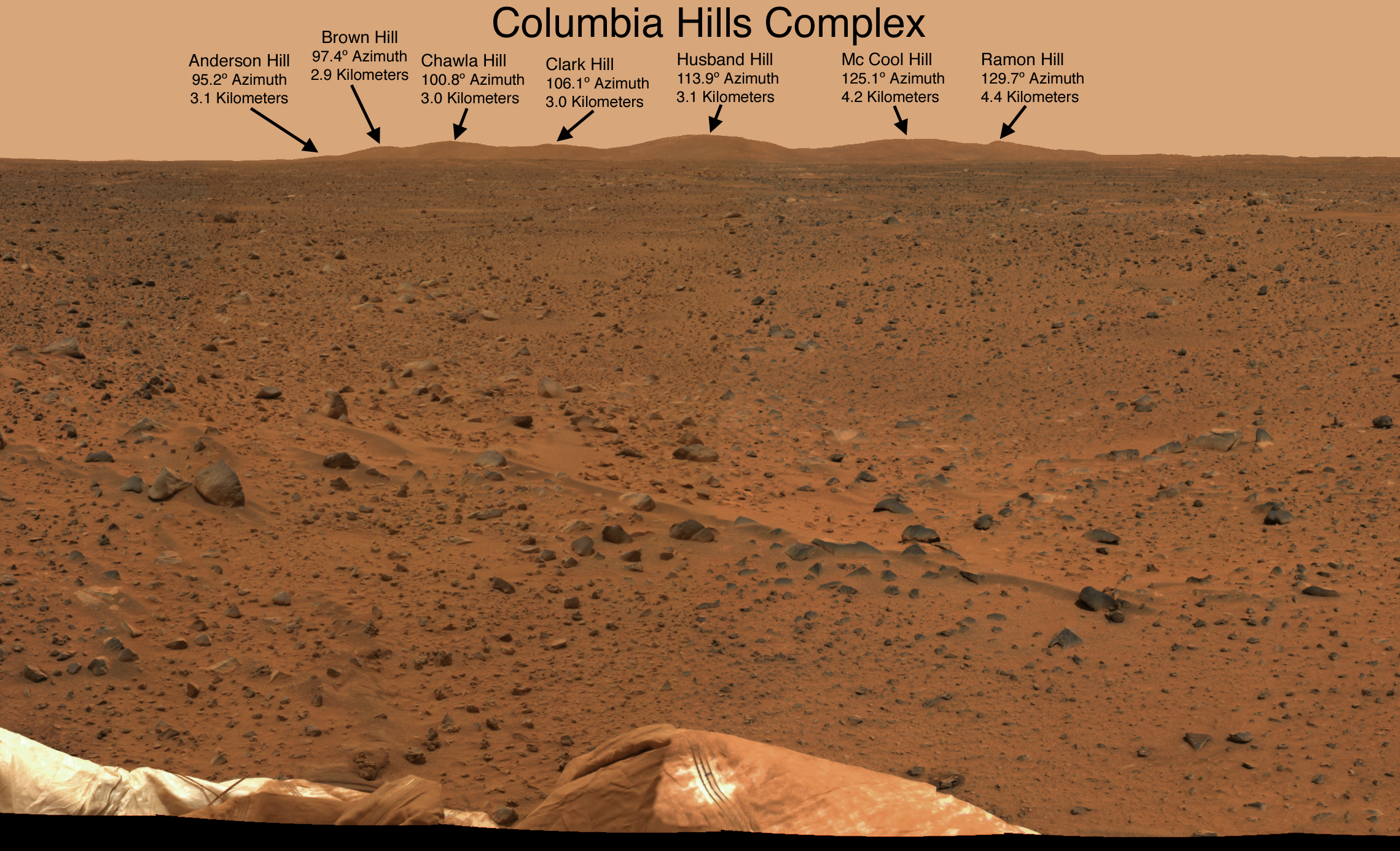
Vista de las colinas Columbia desde el sitio de amartizaje del Spirit.

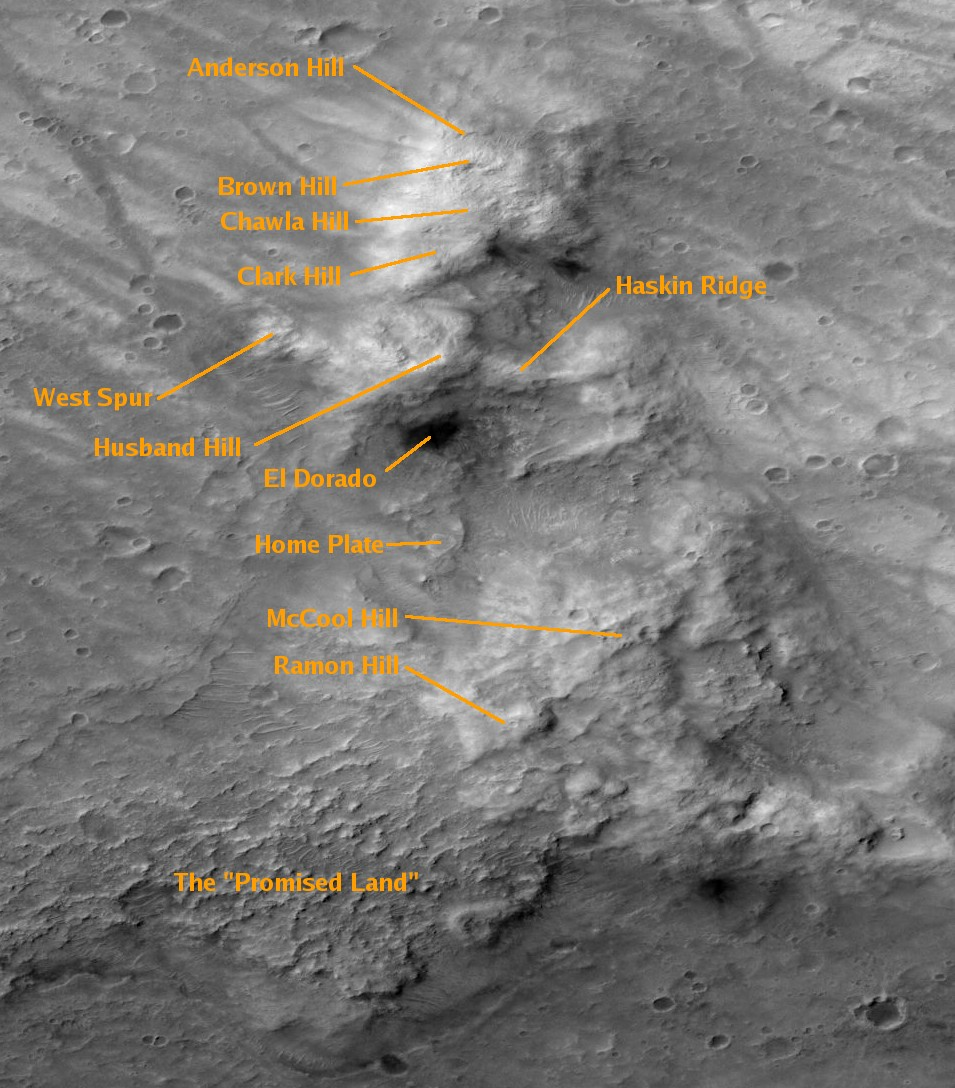
Vista aérea de las colinas Columbia (MOC).

Las colinas Columbia o montañas de Columbia constituyen un grupo de pequeñas prominencias ubicadas dentro del cráter Gusev, en la superficie marciana. Estas colinas fueron objeto de observaciones por parte del astromóvil Spirit, de la misión Mars Exploration Rover, cuando amartizó en dicho cráter en 2004. Enseguida la NASA les asignó este nombre no oficial, porque eran los accidentes geográficos más llamativos de las zonas circundantes. Las colinas se encuentran situadas a aproximadamente 3 kilómetros de la posición original de amartizaje del astromóvil. El grupo recibe su nombre para conmemorar el desastre del transbordador espacial Columbia. El 2 de febrero de 2004, los picos individuales de las colinas Columbia fueron bautizadas con los nombres de los astronautas fallecidos en el accidente.
Los siete picos reciben el nombre de (de norte a sur):
- Anderson Hill - en conmemoración a Michael Anderson
- Brown Hill - en conmemoración a David Brown
- Chawla Hill - en conmemoración a Kalpana Chawla
- Clark Hill - en conmemoración a Laurel Clark
- Husband Hill - en conmemoración a Rick Husband
- McCool Hill - en conmemoración a William McCool
- Ramon Hill - en conmemoración a Ilan Ramon